# بولانز
بولانز (به انگلیسی: Bolans) شهری در کشور آنتیگوا و باربودا است که جمعیت آن در سرشماری سال ۲۰۱۲ میلادی، ۱٬۷۸۵ نفر بوده‌است.